# Michael Fassbender
Michael Fassbender (Heidelberg, 2 aprile 1977) è un attore e produttore cinematografico tedesco con cittadinanza irlandese.
Il suo esordio cinematografico risale al 2007 in un ruolo di supporto in 300 di Zack Snyder. Ha conquistato pubblico e critica con la sua interpretazione nelle pellicole Hunger e Shame (entrambi diretti da Steve McQueen), venendo premiato per quest'ultimo film con la Coppa Volpi per la migliore interpretazione maschile alla 68ª Mostra del cinema di Venezia. Nella sua carriera ha ricevuto due candidature all'Oscar, nel 2014 come miglior attore non protagonista per 12 anni schiavo e nel 2016 come miglior attore protagonista per Steve Jobs.

## Biografia
Nato nel 1977 a Heidelberg in Germania Ovest, è figlio di Adele, nordirlandese di Larne, nipote del leader politico irlandese Michael Collins, e di Josef Fassbender, cuoco tedesco; ha una sorella, Catherine, neuropsichiatra attualmente insegnante e residente in California. Dopo aver trascorso un periodo in Germania, occupandosi di ristorazione, i suoi genitori si trasferiscono in Irlanda quando Michael aveva due anni, andando a vivere nella cittadina rurale di Killarney, nella contea di Kerry, dove ancora oggi gestiscono il ristorante West End House. Il padre è un affermato chef, mentre la madre si occupa della sala. Viene educato alla religione cattolica, facendo il chierichetto nelle funzioni religiose della sua parrocchia.
Studia presso la scuola elementare di Fossa e poi al liceo St. Brendan's, dove all'età di 17 anni risponde a un annuncio sulla bacheca della scuola per frequentare dei corsi di teatro. Inizialmente era sua intenzione diventare un musicista, tanto da aver fatto parte per un periodo di un gruppo metal locale, suonando nei pub della contea di Kerry, ma abbandona poi il progetto, sicuro di essere più portato per la recitazione. I primi passi nel mondo del palcoscenico lo vedono prima protagonista di uno spettacolo di Cenerentola, nel quale interpreta una delle due sorellastre (rubando un abito da ballo alla sorella Catherine). Dopo aver lavorato nel ristorante dei genitori, in un bar del paese e presso i servizi postali, decide di non iscriversi all'università, andando contro il volere della famiglia, e studia recitazione al Drama Centre London, scuola che lascia prima del completamento degli studi per dedicarsi alla carriera, e dove condivise alcune classi con Tom Hardy.

### Dagli inizi al 2010

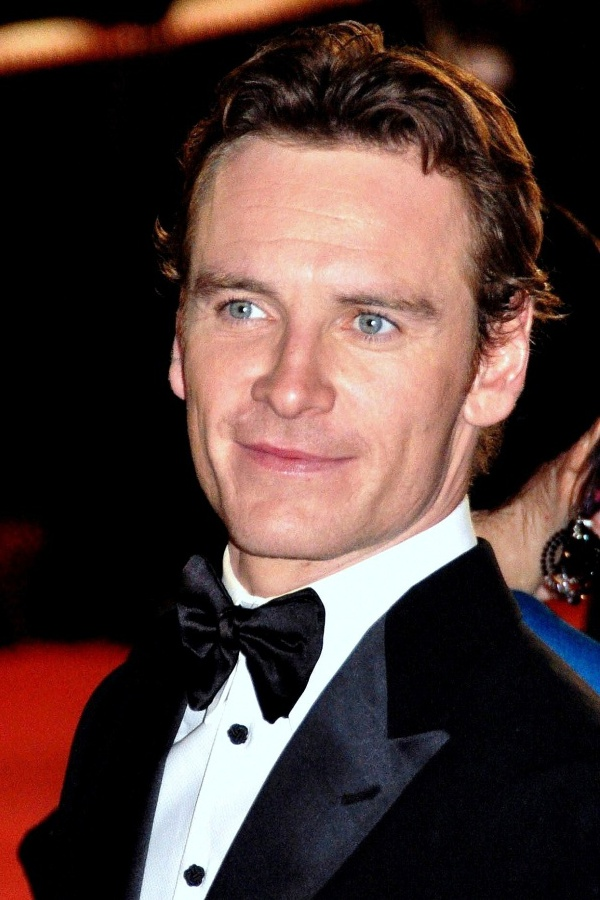
Michael Fassbender al Festival di Cannes 2009.

Dopo vari anni di inattività, in cui non riusciva a trovare una parte, nel 2001 colse l'occasione di recitare nel serial targato HBO-BBC Band of Brothers - Fratelli al fronte, prodotto da Tom Hanks e Steven Spielberg. Successivamente, dopo alcuni ruoli in altre serie televisive, come Hearts and Bones, interpretò il ruolo di Jonathan Harker in un serial radiofonico in 10 parti di Dracula, prodotto dalla BBC Northern Ireland.
Produsse, diresse e interpretò la versione teatrale de Le iene di Quentin Tarantino, con la sua compagnia di produzione chiamata Peanut Production. Proseguì poi la carriera televisiva dividendosi tra Londra e Los Angeles. Il suo debutto cinematografico arrivò nel 2006, quando Zack Snyder gli affida la parte dello spartano Stelios nel kolossal 300. L'anno successivo recitò in Angel - La vita, il romanzo, primo film in lingua inglese del regista francese François Ozon, che porterà l'attore alla fama mondiale.
Nel 2008 la sua carriera subì la svolta decisiva: è protagonista di Hunger di Steve McQueen, film vincitore della Caméra d'or per la miglior opera prima del 61º Festival di Cannes Nel film Fassbender ricopre il ruolo dell'attivista nordirlandese Bobby Sands, morto durante lo sciopero della fame del 1981 nel Carcere di Maze, nella località di Long Kesh. Per questa interpretazione perse 18 chili a seguito una dieta di sole 600 calorie e dichiarando: «Direi una bugia se dicessi che questo ruolo non è stato una sfida». Grazie a questa interpretazione vinse il premio come miglior attore ai British Independent Film Awards 2008. Questo film segnò l'inizio del suo sodalizio artistico con il regista britannico Steve McQueen, che lo vorrà poi protagonista e antagonista in altri due importanti film negli anni successivi: Shame e 12 anni schiavo, che gli varranno molte nomination e premi.
Nel 2009 vinse il London Critics Circle Film Award come miglior attore non protagonista in Fish Tank di Andrea Arnold, in cui interpreta l'irlandese Connor O'Reily, giovane fidanzato di una donna spiantata, della quale seduce poi la figlia quindicenne e nello stesso aumentò la sua popolarità grazie al ruolo del tenente britannico Archie Hicox in Bastardi senza gloria di Quentin Tarantino., ove recita in lingua tedesca. Nel 2010 recitò in Centurion di Neil Marshall e ottenne una parte in Jonah Hex, trasposizione cinematografica dell'omonimo fumetto.

### Il successo nel 2011 al 2015
Il 2011, a livello professionale, si rivela un anno importante; interpreta Sir Edward Rochester nella versione di Cary Fukunaga di Jane Eyre. Rifiuta il ruolo di Ricky Tarr nel film La talpa, andato poi a Tom Hardy, per vestire i panni di un giovane Erik Lensherr, alias Magneto, nel film prequel X-Men X-Men - L'inizio di Matthew Vaughn, accanto al collega ed amico James McAvoy nonché primo film della trilogia prequel degli X-Men, e fa parte del cast di Knockout - Resa dei conti di Steven Soderbergh, con Ewan McGregor, Michael Douglas e Antonio Banderas. Sempre nel 2011, due film da lui interpretati vengono presentati in concorso al Festival di Venezia 2011: A Dangerous Method di David Cronenberg, film basato sulla reale storia di sesso e amore tra lo psichiatra Carl Jung e la paziente e futura dottoressa Sabina Spielrein (Keira Knightley), in cui interpreta il ruolo dello psichiatra svizzero Carl Gustav Jung, e Shame, in cui torna a collaborare con Steve McQueen, dove interpreta un impiegato dipendente dal sesso, prestandosi ad assai discusse scene di nudo frontale e sesso esplicito, un'interpretazione che gli vale la Coppa Volpi per la migliore interpretazione maschile alla 68ª Mostra Internazionale del Cinema di Venezia

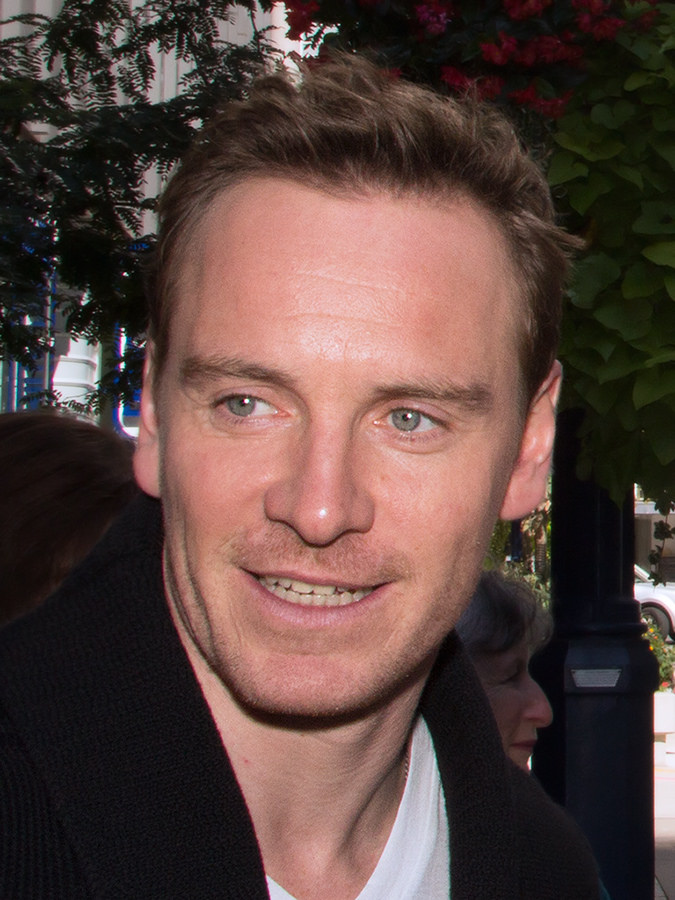
Michael Fassbender al Toronto International Film Festival 2013.

Nel 2012 ha un ruolo da coprotagonista nel film di fantascienza di Ridley Scott Prometheus, dove interpreta l'androide David 8, per la resa del quale l'attore dice di aver preso ispirazione da David Bowie in L'uomo che cadde sulla Terra. Soddisfatto dalla sua interpretazione, Scott scrittura Fassbender per il ruolo da protagonista nel suo thriller The Counselor - Il procuratore, dove interpreta un avvocato che vedendo andare in rovina la sua vita e la sua carriera decide di prelevare un carico di cocaina, del valore di 20 milioni di dollari, oltre il confine messicano. Nel cast anche Penélope Cruz, nel ruolo di sua moglie, Brad Pitt e Javier Bardem. Viene diretto per la terza volta da Steve McQueen nel film 12 anni schiavo, in cui interpreta lo spietato schiavista Edwin Epps, lacerato tra la passione e il desiderio per la sua schiava Patsey (Lupita Nyong'o) e la crudele ferocia di padrone razzista, accanto a Chiwetel Ejiofor. La parte era stata inizialmente proposta a Brad Pitt che rifiutò. Per rendere più realistico il suo ruolo di alcolista, la sua barba fu cosparsa di alcool, in modo da rendere più naturali le reazioni degli attori che recitavano con lui. Il film oltre a vincere il Toronto International Film Festival del 2013, dove è stato presentato in anteprima, vince anche il Golden Globe come miglior film drammatico e l'oscar come miglior film. Anche Fassbender viene nominato ai premi più prestigiosi, infatti ottiene la seconda candidatura ai Golden Globe e ai BAFTA e la prima agli Oscar. Inoltre è la voce narrante di 1, docufilm sugli eroi della F1.
Nel 2014 prende parte al film Frank, una rock-comedy psicologica di Lenny Abrahamson, in cui l'attore nasconde le sue fattezze sotto una maschera di cartapesta, nel cast anche Maggie Gyllenhaal e Domhnall Gleeson. Nel mese di aprile interpreta nuovamente il ruolo del giovane Magneto nel film X-Men - Giorni di un futuro passato, diretto da Bryan Singer e quarto, e al momento, ultimo film della saga principale degli X-Men. Nello stesso anno inizia le riprese del western Slow West, nel quale è coinvolto anche in qualità di produttore. il film viene presentato al Sundance Film Festival nel gennaio 2015: la pellicola, ambientata sullo sfondo della Guerra Civile Americana, affronta il viaggio del diciassettenne Jay nel lontano Ovest in cerca della sua ex fidanzata e dell'incontro di un misterioso viandante di nome Silas Nello stesso anno è nel cast del film Macbeth, adattamento cinematografico dell'omonima tragedia di William Shakespeare, accanto a Marion Cotillard che interpreta la crudele e manipolatrice Lady Macbeth, e diretto da Justin Kurzel. Le riprese del film si sono iniziate nel febbraio 2014, mentre la pellicola viene presentata nella sezione ufficiale della 68ª edizione del Festival di Cannes.
Nel gennaio del 2015 si sono iniziate, a San Francisco, le riprese della pellicola Steve Jobs, diretto da Danny Boyle, che lo vede nel ruolo di protagonista accanto a Kate Winslet, Seth Rogen e Jeff Daniels. Il film è stato presentato in anteprima al Telluride Film Festival, nel settembre 2015, e distribuito nelle sale cinematografiche a partire dal mese di ottobre. Grazie a questa interpretazione riceve una nomination come Miglior Attore ai Golden Globe ai BAFTA e agli Oscar. Il film non ha ottenuto il successo sperato, soprattutto negli Stati Uniti dove ha guadagnato poco più di 54 milioni di dollari, a livello internazionale ha incassato 241 406 879 $ a fronte di un budget stimato in 125 milioni di dollari.

### Dal 2016
Nel maggio 2016 interpreta per la terza volta il ruolo di Magneto nella pellicola X-Men - Apocalisse, diretto da Bryan Singer e secondo film della trilogia prequel degli X-Men. Nel mese di settembre esce nelle sale il film La luce sugli oceani, adattamento dell'omonimo romanzo di M. L. Stedman, di cui è protagonista assieme alla fidanzata Alicia Vikander e a Rachel Weisz, le cui riprese si sono svolte nell'autunno del 2014. Il film viene presentato in concorso alla 73ª Mostra internazionale d'arte cinematografica di Venezia. Nello stesso anno è protagonista del film Codice criminale, presentato al Toronto International Film Festival, dove interpreta il ruolo Chad Cutler, uomo proveniente da una famiglia malavitosa ma che fa di tutto per abbandonare la sua vecchia vita e offrire un futuro diverso ai suoi figli. Grazie a questo ruolo ha ottenuto una nomination come miglior attore ai British Independent Film Awards. Inoltre è stato il protagonista del film Assassin's Creed accanto a Marion Cotillard uscito il 21 dicembre 2016 nelle sale americane. La pellicola non ebbe molto successo, incassando 240 milioni di dollari a fronte di un budget di produzione di 125 milioni.
Nel 2017 è uscito nelle sale Song to Song, film di Terrence Malick accanto a Ryan Gosling, Natalie Portman e Rooney Mara, girato ancora tra il 2012 ed il 2013 (l'uscita è sempre stata posticipata). La pellicola, ambientata ad Austin, narra la storia di un musicista in cerca di successo e di triangoli amorosi. Interpreta il doppio ruolo degli androidi David e Walter nel sequel di Prometheus, Alien: Covenant, diretto ancora da Ridley Scott.
Nel mese di ottobre è stato protagonista l'horror-thriller L'uomo di neve, tratto dall'omonimo romanzo di Jo Nesbø e diretto da Tomas Alfredson. Nella pellicola interpreta il ruolo del detective alcolista Harry Hole e della sua indagine su un assassino che firma i suoi omicidi decapitando le vittime. Dopo un anno di pausa, nel 2019 torna a vestire per la quarta volta i panni di Magneto in X-Men: Dark Phoenix, dodicesimo film dell'universo X-Men. L'uscita nelle sale, inizialmente prevista per il 2 novembre 2018, è stata posticipata al 7 giugno 2019. Il film, con un incasso internazionale di 252,4 milioni di dollari, registrò il peggior risultato al botteghino tra i film degli X-Men. Nel 2023 è protagonista del film Chi segna vince di Taika Waititi, in cui da il volto all'allenatore di calcio Thomas Rongen, e di The Killer (film 2023), di David Fincher, presentato in concorso alla Mostra del Cinema di Venezia.

## Vita privata
Impegnato prima con la cantante Maiko Spencer, figlia della truccatrice giapponese Noriko Watanabe e figliastra dell'attore Sam Neill, e poi con Leasi Andrews, nel 2011 ha una relazione con Zoë Kravitz, conosciuta sul set di X-Men - L'inizio. Dal 2012 all'inizio del 2013 frequenta Nicole Beharie sua co-star in Shame, e poi l'atleta olimpionica Louise Hazel e, sul finire dell'anno, la modella e attrice romena Mădălina Diana Ghenea, con la quale conclude la relazione all'inizio del 2014. 
Nell'autunno del 2014 si fidanza con la collega Alicia Vikander, conosciuta sul set di La luce sugli oceani,, con cui si trasferisce a vivere a Lisbona. Il 14 ottobre 2017 la coppia si è sposata ad Ibiza e nel 2021 i due hanno avuto il primo figlio. Nel 2024 sua moglie rivela in un'intervista video a ELLE UK di aver avuto il secondo figlio, senza rivelarne il sesso. 
È tifoso del Liverpool. 

## Automobilismo
Fassbender è fin da piccolo un appassionato del mondo delle corse e tifoso della Formula 1 e in particolare della Scuderia Ferrari. Nel 2017 inizia la sua carriera nelle corse, partecipa alla Ferrari Challenge e nel 2018 ottiene anche una vittoria a Daytona e chiude quinto in classifica.
Nel 2020 e 2021 partecipa alla European Le Mans Series nella classe LMGTE con il team Proton Competition, mentre nel 2022 si iscrive alla 24 Ore di Le Mans con la Porsche 911 RSR sempre con il team Proton. 
Nel 2023 partecipa nuovamente alla European Le Mans Series, sempre con il team Proton Competition. Con lo stesso team, inoltre, partecipa anche alla 24 Ore di Le Mans, dove chiude 11º in categoria Gte AM, ritirato in seguito a un impatto sulle barriere a circa 6 ore dal termine.

## Filmografia

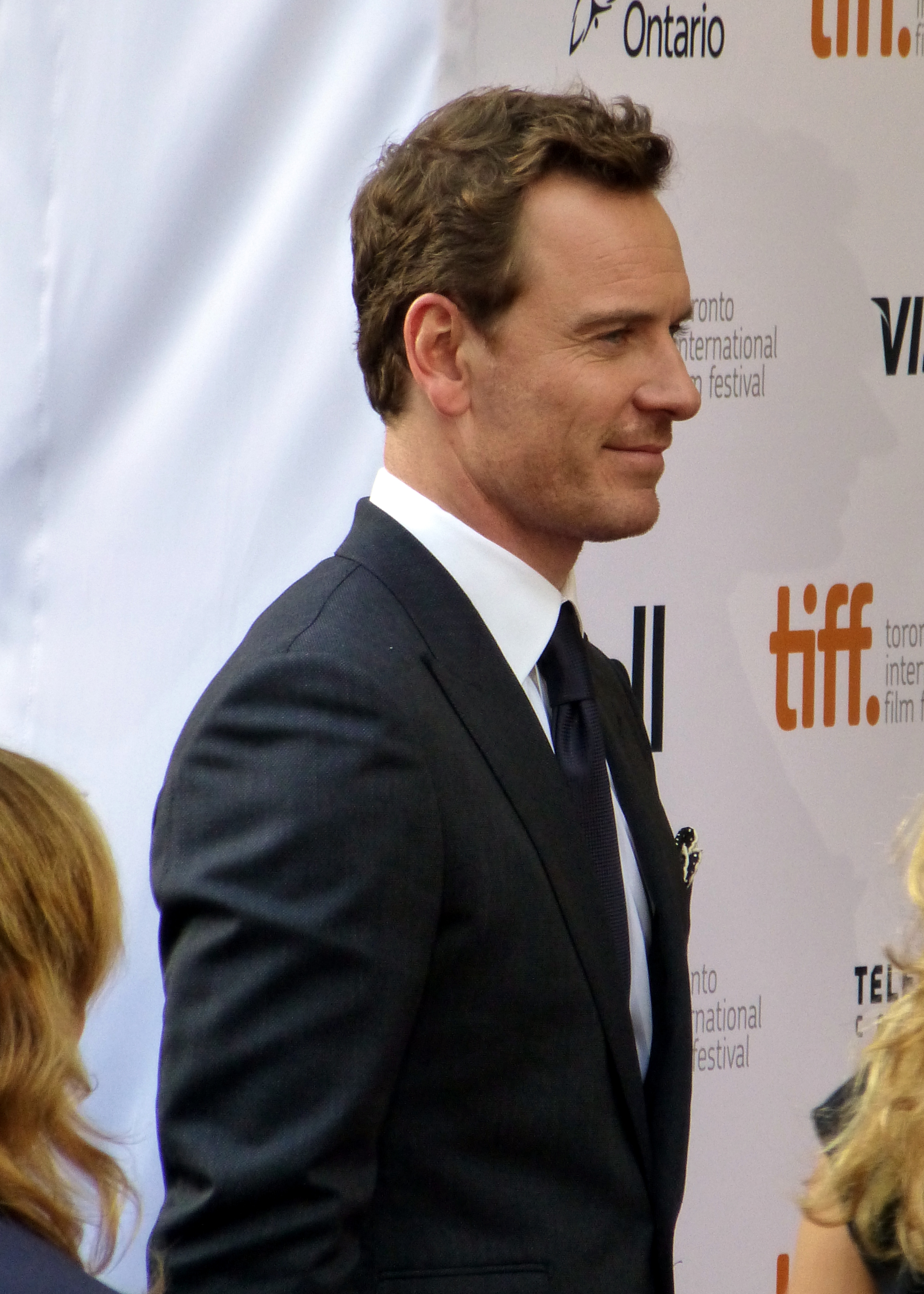
Michael Fassbender alla première di 12 anni schiavo nel 2013

### Attore

#### Cinema
- 300, regia di Zack Snyder (2007)
- Angel - La vita, il romanzo (Angel), regia di François Ozon (2007)
- Hunger, regia di Steve McQueen (2008)
- Eden Lake, regia di James Watkins (2008)
- Blood Creek, regia di Joel Schumacher (2009)
- Fish Tank, regia di Andrea Arnold (2009)
- Bastardi senza gloria (Inglourious Basterds), regia di Quentin Tarantino (2009)
- Centurion, regia di Neil Marshall (2010)
- Jonah Hex, regia di Jimmy Hayward (2010)
- Jane Eyre, regia di Cary Fukunaga (2011)
- X-Men - L'inizio (X-Men: First Class), regia di Matthew Vaughn (2011)
- A Dangerous Method, regia di David Cronenberg (2011)
- Knockout - Resa dei conti (Haywire), regia di Steven Soderbergh (2011)
- Shame, regia di Steve McQueen (2011)
- Prometheus, regia di Ridley Scott (2012)
- The Counselor - Il procuratore (The Counselor), regia di Ridley Scott (2013)
- 12 anni schiavo (12 Years a Slave), regia di Steve McQueen (2013)
- Frank, regia di Lenny Abrahamson (2014)
- X-Men - Giorni di un futuro passato (X-Men: Days of Future Past), regia di Bryan Singer (2014)
- Slow West, regia di John Maclean (2015)
- Macbeth, regia di Justin Kurzel (2015)
- Steve Jobs, regia di Danny Boyle (2015)
- X-Men - Apocalisse (X-Men: Apocalypse), regia di Bryan Singer (2016)
- La luce sugli oceani (The Light Between Oceans), regia di Derek Cianfrance (2016)
- Codice criminale (Trespass Against Us), regia di Adam Smith (2016)
- Assassin's Creed, regia di Justin Kurzel (2016)
- Alien: Covenant, regia di Ridley Scott (2017)
- Song to Song, regia di Terrence Malick (2017)
- L'uomo di neve (The Snowman), regia di Tomas Alfredson (2017)
- X-Men: Dark Phoenix (Dark Phoenix), regia di Simon Kinberg (2019)
- Chi segna vince (Next Goal Wins), regia di Taika Waititi (2023)
- The Killer, regia di David Fincher (2023)
- Black Bag - Doppio gioco (Black Bag), regia di Steven Soderbergh (2025)
- Kneecap, regia di Rich Peppiatt (2025)

#### Televisione
- Hearts and Bones – serie TV, episodi 2x03-2x05-2x06 (2001)
- Band of Brothers - Fratelli al fronte (Band of Brothers) – miniserie TV, 7 episodi (2001)
- NCS Manhunt – serie TV (2002)
- Holby City – serie TV, episodio 4x49 (2002)
- Carla, regia di Diarmuid Lawrence - film TV (2003)
- Gunpowder, Treason & Plot, regia di Gillies MacKinnon – film TV (2004)
- Julian Fellowes Investigates: A Most Mysterious Murder - The Case of Charles Bravo, regia di Michael Samuels – film TV (2004)
- Un orso di nome Winnie (A Bear Named Winnie), regia di John Kent Harrison – film TV (2004)
- Sherlock Holmes ed il caso della calza di seta (Sherlock Holmes and the Case of the Silk Stocking), regia di Simon Cellan Jones – film TV (2004)
- William and Mary – serie TV, episodio 3x03 (2005)
- La legge di Murphy – serie TV, 5 episodi (2005)
- Our Hidden Lives, regia di Michael Samuels – film TV (2005)
- Hex – serie TV, 13 episodi (2004-2005)
- Trial & Retribution – serie TV, episodio 10x01 (2006)
- Poirot (Agatha Christie's Poirot) – serie TV, episodio 10x03 (2006)
- Wedding Belles, regia di Philip John – film TV (2007)
- The Devil's Whore – miniserie TV, 4 episodi (2008)
- Road to Le Mans – documentario (2019)
- The Agency – serie TV (2024)

#### Cortometraggi
- Man on a Motorcycle, regia di John Maclean (2009)
- Pitch Black Heist, regia di John Maclean (2011)
- Alien: Covenant - Prologue: The Crossing, regia di Ridley Scott (2017)

#### Videoclip
- Heyday di Mic Christopher (2002)
- Blind Pilots dei The Cooper Temple Clause (2003)

### Doppiatore
- 1, regia di Paul Crowder (2013) - Documentario

### Produttore
- Slow West, regia di John Maclean (2015)
- Assassin's Creed, regia di Justin Kurzel (2016)

## Riconoscimenti
Nel corso della sua carriera ha ottenuto due candidature agli Oscar, una nel 2014 come miglior attore non protagonista per 12 anni schiavo e una nel 2016 come miglior attore protagonista per Steve Jobs.

## Doppiatori italiani
Nelle versioni in italiano delle opere in cui ha recitato, Michael Fassbender è stato doppiato da:
- Francesco Prando in La legge di Murphy, Bastardi senza gloria, Centurion, Jane Eyre, X-Men - L'inizio, Knockout - Resa dei conti, Shame, Prometheus, X-Men - Giorni di un futuro passato, Macbeth, X-Men - Apocalisse, La luce sugli oceani, Codice criminale, Assassin's Creed, Alien: Covenant, Song to Song, L'uomo di neve, X-Men: Dark Phoenix, Chi segna vince, The Killer, The Agency, Black Bag - Doppio gioco
- Alessio Cigliano in A Dangerous Method, 12 anni schiavo, Frank, Slow West, Steve Jobs
- Christian Iansante in Hex, 300, Jonah Hex
- Fabio Boccanera in Angel - La vita, il romanzo, Fish Tank
- Giorgio Borghetti in Poirot
- Loris Loddi in Sherlock Holmes ed il caso della calza di seta
- Edoardo Stoppacciaro in Hunger
- Teo Bellia in Eden Lake
- Massimiliano Manfredi in The Counselor - Il procuratore